# Tolapampa
Tolapampa ist eine Ortschaft im Departamento Potosí im Hochland des südamerikanischen Andenstaates Bolivien.

## Lage im Nahraum
Tolapampa liegt in der Provinz Antonio Quijarro und ist zentraler Ort im Cantón Tolapampa im Municipio Tomave. Die Ortschaft liegt auf einer Höhe von 4003 m am rechten, westlichen Ufer des Río Joca Vinto, der flussabwärts in südöstlicher Richtung bei Jancoyo die Nationalstraße Ruta 5 kreuzt und in der Ebene Khara Pampa versickert.

## Geographie
Tolapampa liegt auf dem Altiplano im zentralen Bolivien zwischen der Cordillera de Chichas im Südwesten und der Cordillera Central im Nordosten.
Die mittlere Durchschnittstemperatur der Region liegt bei etwa 11 °C (siehe Klimadiagramm Potosí), die monatlichen Durchschnittstemperaturen schwanken zwischen 8 °C im Juni/Juli und gut 13 °C von November bis März. Der Jahresniederschlag beträgt nur etwa 350 mm, bei einer ausgeprägten Trockenzeit von April bis Oktober mit Monatsniederschlägen zwischen 0 und 15 mm, und einer kurzen Feuchtezeit von Dezember bis Februar mit Monatsniederschlägen von gut 70 mm.

## Verkehrsnetz
Tolapampa liegt in einer Entfernung von 168 Straßenkilometern südwestlich von Potosí, der Hauptstadt des Departamentos.
Von Potosí aus führt die Nationalstraße Ruta 5 über die Ortschaften Porco, Chaquilla, Yura und Ticatica nach Jancoyo und weiter über Pulacayo nach Uyuni am Salzsee Salar de Uyuni.
Zwei Kilometer südwestlich der Brücke von Jancoyo zweigt in der nächsten Linkskurve der Ruta 5 eine unbefestigte Piste in nordwestlicher Richtung ab und erreicht nach fünfzehn Kilometern Tolapampa.

## Bevölkerung
Die Einwohnerzahl der Ortschaft ist in dem Jahrzehnt zwischen den beiden letzten Volkszählungen um etwa ein Viertel angestiegen:
| Jahr | Einwohner         | Quelle       |
| ---- | ----------------- | ------------ |
| 1992 | keine Detaildaten | Volkszählung |
| 2001 | 108               | Volkszählung |
| 2012 | 135               | Volkszählung |
| 2024 |                   | Volkszählung |

Die Region weist einen hohen Anteil an Quechua-Bevölkerung auf, im Municipio Tomave sprechen 92,0 Prozent der Bevölkerung Quechua.